# Horror – Amber
Uzasadnienie: dyskusja
Horror – Amber – seria powieści wydawanych przez wydawnictwo Amber, w latach 80. i 90.

## Spis książek wydanych w seriiHorror – Amber

### KsiążkiGrahama Mastertona
- Czarny anioł
- Demony Normandii
- Dżinn
- Kostnica
- Manitou
- Podpalacze ludzi
- Rytuał
- Sfinks
- Studnie piekieł
- Tengu
- Wizerunek zła
- Wojownicy nocy
- Wyklęty
- Zemsta Manitou
- Zwierciadło piekieł

### KsiążkiStephena Kinga
- Christine
- Miasteczko Salem
- Misery

### KsiążkiBriana Stableforda
- Anioł cierpienia
- Wilkołaki z Londynu

### KsiążkiJamesa Herberta
- Ciemność
- Creed
- Dom czarów
- Jonasz
- Kryjówka
- Księżyc
- Fuks
- Mgła
- Nawiedzony
- Ocalony
- Szczury
- Święte miejsce
- Włócznia

### KsiążkiJamesa V. Smitha Jr.(inne języki)
- Bestia apokalipsy
- Bestie jak ludzie

### KsiążkiJohna Coyne’a(inne języki)
- Dziecko ciemności
- Furia
- Hobgoblin(inne języki)

### KsiążkiF. Paula Wilsona
- Odrodzony
- Odwet
- Świat mroku
- Twierdza

### KsiążkiCristophera Fowlera
- Podniebny świat
- Runy

### Książki innych autorów
- Ciała do wynajęcia Stephena Gallaghera(inne języki)
- Mnich Williama Henry’ego Hallahana
- Nieznany Josepha Citro(inne języki)
- Potępieńcza gra Clive’a Barkera
- Zagubione dusze Morta Castle’a
- Lekarz Thomasa Michaela Discha